# Derry City F.C.
Derry City FC (irl. Cumann Peile Chathair Dhoire) – północnoirlandzki klub piłkarski z Derry, założony w 1928 roku, grający w League of Ireland Premier Division.

## Historia
Klub został założony w 1928. Do 1973 występował w lidze północnoirlandzkiej, po czym wycofał się ze względu na narastający konflikt religijny. W 1985 otrzymał od FIFA pozwolenie na występy w lidze Irlandii. W 2010 roku klub karnie został zdegradowany do drugiej ligi za naruszenie regulaminu, wygrał drugą ligę i awansował do ekstraklasy.

## Sukcesy
- Mistrzostwo Irlandii (2 razy): 1989, 1997
- Mistrzostwo Irlandii Północnej (1 raz): 1965
- Puchar Irlandii (6 razy): 1989, 1995, 2002, 2006, 2012, 2022
- Puchar Irlandii Północnej (3 razy): 1949, 1954, 1964
- Puchar Ligi Irlandii (10 razy): 1989, 1991, 1992, 1994, 2000, 2005, 2006, 2007, 2008, 2011

## Europejskie puchary
Legenda do wszystkich tabel:
- Q – runda eliminacyjna, 1/16, 1/8, 1/4, 1/2 – odpowiednia faza rozgrywek, Grupa – runda grupowa, 1r gr – pierwsza runda grupowa, 2r gr – druga runda grupowa, F – finał, R – runda, PO – play-off
- k. – rzuty karne, los. – losowanie, Dogr. – dogrywka, w. – zasada bramek strzelonych na wyjeździe

| Sezon   | Rozgrywki                 | Runda | Przeciwnik          | Dom            | Wyjazd         | Ogólnie        |
| ------- | ------------------------- | ----- | ------------------- | -------------- | -------------- | -------------- |
| 1964/65 | Puchar Zdobywców Pucharów | 1R    | Steaua Bukareszt    | 0–2            | 0–3            | 0–5            |
| 1965/66 | Puchar Europy             | Q     | Lyn Fotball         | 5–1            | 3–5            | 8–6, w.        |
| 1965/66 | Puchar Europy             | 1R    | RSC Anderlecht      | odw.           | 0–9            | 0–9            |
| 1988/89 | Puchar Zdobywców Pucharów | 1R    | Cardiff City        | 0–0            | 0–4            | 0–4            |
| 1989/90 | Puchar Europy             | 1R    | SL Benfica          | 1–2            | 0–4            | 1–6            |
| 1990/91 | Puchar UEFA               | 1R    | Vitesse             | 0–1            | 0–0            | 0–1            |
| 1992/93 | Puchar UEFA               | 1R    | Vitesse             | 1–2            | 0–3            | 1–5            |
| 1995/96 | Puchar Zdobywców Pucharów | Q     | Łokomotiw Sofia     | 1–0            | 0–2            | 1–2            |
| 1997/98 | Liga Mistrzów             | 1Q    | NK Maribor          | 0–2            | 0–1            | 0–3            |
| 2003/04 | Puchar UEFA               | Q     | APOEL FC            | 0–3            | 1–2            | 1–5            |
| 2006/07 | Puchar UEFA               | 1Q    | IFK Göteborg        | 1–0            | 1–0            | 2–0            |
| 2006/07 | Puchar UEFA               | 2Q    | Gretna              | 2–2            | 5–1            | 7–3            |
| 2006/07 | Puchar UEFA               | 1R    | Paris Saint-Germain | 0–0            | 0–2            | 0–2            |
| 2007/08 | Liga Mistrzów             | 1Q    | Piunik Erywań       | 0–0            | 0–2            | 0–2            |
| 2009/10 | Liga Europy               | 2Q    | Skonto FC           | 1–0            | 1–1            | 2–1            |
| 2009/10 | Liga Europy               | 3Q    | CSKA Sofia          | 1–1            | 0–1            | 1–2            |
| 2013/14 | Liga Europy               | 2Q    | Trabzonspor         | 0–3            | 2–4            | 2–7            |
| 2014/15 | Liga Europy               | 1Q    | Aberystwyth Town    | 4–0            | 5–0            | 9–0            |
| 2014/15 | Liga Europy               | 2Q    | Szachcior Soligorsk | 0–1            | 1–5            | 1–6            |
| 2017/18 | Liga Europy               | 1Q    | Midtjylland         | 1–4            | 1–6            | 2–10           |
| 2018/19 | Liga Europy               | 1Q    | Dynama Mińsk        | 0–2            | 2–1            | 2–3            |
| 2020/21 | Liga Europy               | 1Q    | FK Riteriai         | 2–3 (W), Dogr. | 2–3 (W), Dogr. | 2–3 (W), Dogr. |
| 2022/23 | Liga Konferencji Europy   | 1Q    | Riga FC             | 0–2            | 0–2            | 0–4            |
| 2023/24 | Liga Konferencji Europy   | 1Q    | HB Tórshavn         | 1–0            | 0–0            | 1–0            |
| 2023/24 | Liga Konferencji Europy   | 2Q    | KuPS                | 2–1            | 3–3            | 5–4            |
| 2023/24 | Liga Konferencji Europy   | 3Q    | Toboł Kustanaj      | 1–0            | 0–1            | 1–1, k: 5–6    |
| 2024/25 | Liga Konferencji          | 1Q    | Bruno’s Magpies     | 2–1            | 0–2            | 2–3, Dogr.     |